# SS-Panzerregiment 2
Het SS-Panzerregiment 2 was een Duits tankregiment van de Waffen-SS tijdens de Tweede Wereldoorlog.

## Krijgsgeschiedenis

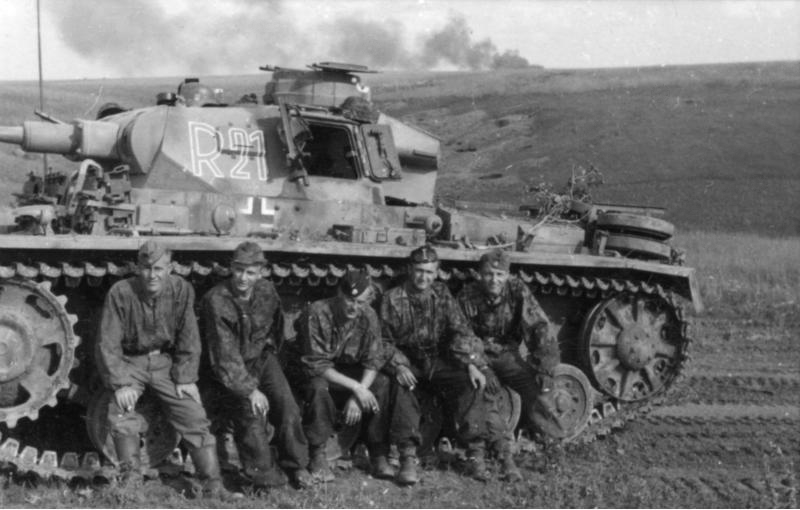
PzKw III van het regiment tijdens de slag om Koersk in juli 1943

SS-Panzerregiment 2 werd op 14 oktober 1942 opgericht in Frankrijk uit de pas opgerichte Panzer-Abteilung SS-Div. "Das Reich".
Het regiment maakte bij oprichting deel uit van de SS-Panzer-Grenadier-Division Das Reich, vanaf 22 oktober 1943 de 2. SS-Panzer-Division Das Reich en bleef dat gedurende zijn hele bestaan.
Het regiment capituleerde (met grote delen van de divisie) bij Linz aan Amerikaanse troepen op 8 mei 1945.

## Samenstelling bij oprichting
- I. Abteilung met 4 compagnieën (1-4)
- II. Abteilung met 3 compagnieën (5-7)

## Wijzigingen in samenstelling
Op 15 november 1942 werd een schwere compagnie opgericht.

Op 1 mei 1943 werd de I. Abteilung omgevormd tot een Panther-Abteilung. Ook werd een III. Abteilung opgericht met 3 compagnieën, waarvan 2 met buitgemaakte T-34’s.

Op 4 december 1943 vormde de II. Abteilung de Panzer-Kampfgruppe "Das Reich" met Sturmgeschütz-batterij en verkenningscompagnie en bleef in Rusland. De Abteilung werd op 11 april 1944 weer nieuw gevormd in Frankrijk.

## Opmerkingen over schrijfwijze
- Abteilung is in dit geval in het Nederlands een tankbataljon.

## Commandanten
| Rang                                                              | Naam                                 | Begin            | Eind               |
| ----------------------------------------------------------------- | ------------------------------------ | ---------------- | ------------------ |
| SS-Standartenführer                                               | Herbert-Ernst Vahl                   | november 1942    | 10 februari 1943   |
| SS-Sturmbannführer SS-Obersturmbannführer (vanaf 20 april 1943)   | Hans-Albin Freiherr von Reitzenstein | maart 1943       | 30 november 1943 † |
| SS-Sturmbannführer SS-Obersturmbannführer (vanaf 30 januari 1944) | Christian Tychsen                    | 30 november 1943 | 26 juli 1944       |

SS-Obersturmbannführer von Reitzenstein pleegde zelfmoord vlak bij Zjytomyr na beschuldigd te zijn van verkrachting en dood van een Russische vrijwilligster.
Panzerregiment 1 · Panzerregiment 2 · Panzerregiment 3 · Panzerregiment 4 · Panzerregiment 5 · Panzerregiment 6 · Panzerregiment 7 · Panzerregiment 8 · Panzerregiment 9 · Panzerregiment 10 · Panzerregiment 11 · Panzerregiment 15 · Panzerregiment 16 · Panzerregiment 17 · Panzerregiment 18 · Panzerregiment 21 · Panzerregiment 22 · Panzerregiment 23 · Panzerregiment 24 · Panzerregiment 25 · Panzerregiment 26 · Panzerregiment 27 · Panzerregiment 28 · Panzerregiment 29 · Panzerregiment 31 · Panzerregiment 33  · Panzerregiment 35 · Panzerregiment 36 · Panzerregiment 39 · Panzerregiment 69 · Panzerregiment 80 · Panzerregiment 100 · Panzerregiment 101 · Panzerregiment 102 · Panzerregiment 116 · Panzerregiment 118 · Panzer-Lehr-Regiment 130 · Panzerregiment 201 · Panzerregiment 202 · Panzerregiment 203 · Panzerregiment 204 · Schweres Panzer-Regiment Bäke · Panzerregiment Brandenburg · Panzerregiment Coburg · Panzerregiment Feldherrnhalle · Panzerregiment Feldherrnhalle 2 · Panzerregiment Hermann Göring · Panzerregiment Großdeutschland · Panzerregiment Kurmark · Panzerregiment von Lauchert · Panzerregiment Major Rettemeier · Fallschirm-Panzerregiment 1 · Fallschirm-Panzerregiment 21 · SS-Panzerregiment 1 LSSAH · SS-Panzerregiment 2 · SS-Panzerregiment 3 · SS-Panzerregiment 5 · SS-Panzerregiment 9 · SS-Panzerregiment 10 · SS-Panzerregiment 11 · SS-Panzerregiment 12